# Tufānganj (underdistrikt)
Tufānganj är ett underdistrikt i Indien.   Det ligger i delstaten Västbengalen, i den östra delen av landet, 1 300 km öster om huvudstaden New Delhi.